# Foreningen Fransk Kunst
Foreningen Fransk Kunst er en forening dannet i 1918 af Wilhelm Hansen sammen med Ernst Goldschmidt med det formål at skaffe udstillinger af fransk kunst til Skandinavien. Samme år, i december, stiftedes en tilsvarende forening med samme navn i Oslo. Denne eksisterede indtil 1949. 

## Liste over udstillinger (ufuldstændig)
- Corot-udstilling. Oktober-November 1918
- Fjerde Udstilling. Edouard Manet 1832-83. Udstilling af Hans Arbejder i skandinavisk eje. Ny Carlsberg Glyptotek 27. januar - 17. februar 1922
- Sjette udstilling. Henri Matisse, udstilling af hans arbejder. Ny Carlsberg Glyptotek, september 1924
- Fransk kunst fra 1800-tallet. Ny Carlsberg Glyptotek 21. marts - 21. april 1928. (baseret på værker lånt fra Louvres samling)
- Skulpturer af Auguste Rodin Charlottenborg 1928
- Arbejder af Kunstnere fra Maison-Watteau, Statens Museum for Kunst. Februar 1931
- Matisse, Picasso, Braque og Laurens. Statens Museum for Kunst. 13. - 27. februar 1938
- Franske Haandtegninger fra det 19. og 20. Aarhundrede. Statens Museum for Kunst 1939 [2]
- Dunoyer de Segonzac. Raderinger og bogillustrationer. Den kgl. Afstøbningssamling 1949